# Vilma Hugonnai
Vilma Hugonnai (Nagytétény, Hungría —actualmente parte de Budapest—; 30 de septiembre de 1847-Budapest; 25 de marzo de 1922) fue la primera doctora húngara.

## Biografía
La condesa Vilma Hugonnai fue la quinta hija del conde Kálmán Hugonnai y Pánczély Riza. Estudió Medicina en Zúrich, Suiza, y se graduó en 1879. Cuando Vilma regresó a Hungría no pudo comenzar a ejercer su carrera ya que la administración húngara se negó a reconocer sus certificaciones debido a su género. Trabajó como partera hasta 1897, cuando las autoridades aceptaron su título y pudo comenzar su propia práctica médica. La primera mujer que se tituló como médico en Hungría fue Sarolta Steinberger en 1900. A ninguna de ellas se le permitió ejercer sin la supervisión de un médico varón hasta 1913.